# Jean Béliveau Trophy
Jean Béliveau Trophy är ett pris som årligen delas ut till vinnaren av poängligan i Quebec Major Junior Hockey League (QMJHL). Utmärkelsen är uppkallad efter den i Quebec födda Jean Béliveau, en medlem av Hockey Hall of Fame. Priset delades ut första gången år 1970. Sedan 1994 har vinnaren även chansen att vinna CHL Top Scorer Award.

## Vinnare
| Säsong  | Spelare              | Lag                       | Poäng |
| ------- | -------------------- | ------------------------- | ----- |
| 2013–14 | Anthony Mantha       | Val-d'Or Foreurs          | 120   |
| 2012–13 | Ben Duffy            | P.E.I. Rocket             | 110   |
| 2011–12 | Yanni Gourde         | Victoriaville Tigres      | 124   |
| 2010–11 | Philip-Michael Devos | Gatineau Olympiques       | 114   |
| 2009–10 | Sean Couturier       | Drummondville Voltigeurs  | 96    |
| 2008–09 | Yannick Riendeau     | Drummondville Voltigeurs  | 126   |
| 2007–08 | Mathieu Perreault    | Acadie–Bathurst Titan     | 114   |
| 2006–07 | François Bouchard    | Baie-Comeau Drakkar       | 125   |
| 2005–06 | Alexander Radulov    | Quebec Remparts           | 152   |
| 2004–05 | Sidney Crosby        | Rimouski Océanic          | 168   |
| 2003–04 | Sidney Crosby        | Rimouski Océanic          | 135   |
| 2002–03 | Joel Perrault        | Baie-Comeau Drakkar       | 116   |
| 2001–02 | Pierre-Marc Bouchard | Chicoutimi Saguenéens     | 140   |
| 2000–01 | Simon Gamache        | Val-d'Or Foreurs          | 184   |
| 1999–00 | Brad Richards        | Rimouski Océanic          | 186   |
| 1998–99 | Mike Ribeiro         | Rouyn-Noranda Huskies     | 167   |
| 1997–98 | Ramzi Abid           | Chicoutimi Saguenéens     | 135   |
| 1996–97 | Pavel Rosa           | Hull Olympiques           | 152   |
| 1995–96 | Danny Briere         | Drummondville Voltigeurs  | 163   |
| 1994–95 | Patrick Carignan     | Shawinigan Cataractes     | 137   |
| 1993–94 | Yanick Dube          | Laval Titan               | 141   |
| 1992–93 | Rene Corbet          | Drummondville Voltigeurs  | 148   |
| 1991–92 | Patrick Poulin       | Saint-Hyacinthe Laser     | 138   |
| 1990–91 | Yanic Perreault      | Trois-Rivières Draveurs   | 185   |
| 1989–90 | Patrick Lebeau       | Victoriaville Tigres      | 174   |
| 1988–89 | Stephane Morin       | Chicoutimi Saguenéens     | 186   |
| 1987–88 | Patrice Lefebvre     | Shawinigan Cataractes     | 200   |
| 1986–87 | Marc Fortier         | Chicoutimi Saguenéens     | 201   |
| 1985–86 | Guy Rouleau          | Longueuil Chevaliers      | 191   |
| 1984–85 | Guy Rouleau          | Longueuil Chevaliers      | 163   |
| 1983–84 | Mario Lemieux        | Laval Voisins             | 282   |
| 1982–83 | Pat LaFontaine       | Verdun Juniors            | 234   |
| 1981–82 | Claude Verret        | Trois-Rivières Draveurs   | 162   |
| 1980–81 | Dale Hawerchuk       | Cornwall Royals           | 183   |
| 1979–80 | Jean-Francois Sauve  | Trois-Rivières Draveurs   | 187   |
| 1978–79 | Jean-Francois Sauve  | Trois-Rivières Draveurs   | 176   |
| 1977–78 | Ron Carter           | Sherbrooke Castors        | 174   |
| 1976–77 | Jean Savard          | Québec Remparts           | 180   |
| 1975–76 | Sylvain Locas        | Chicoutimi Saguenéens     | 160   |
| 1975–76 | Richard Dalpe        | Trois-Rivières Draveurs   | 160   |
| 1974–75 | Normand Dupont       | Montreal Bleu Blanc Rouge | 158   |
| 1973–74 | Pierre Larouche      | Sorel Éperviers           | 251   |
| 1972–73 | Andre Savard         | Quebec Remparts           | 151   |
| 1971–72 | Jacques Richard      | Quebec Remparts           | 160   |
| 1970–71 | Guy Lafleur          | Quebec Remparts           | 209   |
| 1969–70 | Luc Simard           | Trois-Rivières Ducs       | 174   |